# Ophiomyia floccusa
Ophiomyia floccusa är en tvåvingeart som beskrevs av Sanabria de Arevalo 1993. Ophiomyia floccusa ingår i släktet Ophiomyia och familjen minerarflugor.
Artens utbredningsområde är Colombia. Inga underarter finns listade i Catalogue of Life.